# Buk Dziadek
Buk Dziadek (Buk Alfons) – pomnik przyrody, buk zwyczajny w województwie wielkopolskim, w powiecie ostrzeszowskim w gminie Mikstat, niedaleko miejscowości Przedborów, w leśnictwie Wanda.
Należy do okazów buka zwyczajnego o największym obwodzie w Polsce. Drzewo rośnie na terenie zalesionego niegdyś majątku rolnego. W sąsiedztwie rośnie 100-letni drzewostan dębowy z podszytem grabowym. Pokrój drzewa jest typowy dla gatunku. Z racji tego, że przez wiele lat rósł na otwartej przestrzeni, odznacza się silnie rozwiniętymi konarami bocznymi. Pień rozwidla się na wysokości 1,8 m. Drzewo jest osłabione, gdyż wiele konarów zostało odłamanych.

## Nazwa
Na korze buka wielokrotnie zaznaczano swoją obecność, najstarsze ślady pochodzą z początku XX w., z tego względu drzewo nazywane Dziadkiem. Druga funkcjonująca nazwa buka to Alfons, dlatego że u jego podnóża spotykały się zakochane pary.

## Wymiary
- obwód w pierśnicy na wysokości 1,3 metra wynosi 664 cm[1]
- wysokość 27 m